# بابی کلارک (بازیکن فوتبال، زاده ۱۹۴۵)
بابی کلارک (انگلیسی: Bobby Clark؛ زادهٔ ۲۶ سپتامبر ۱۹۴۵) بازیکن سابق و مربی فوتبال اهل اسکاتلند است.
از باشگاه‌هایی که در آن بازی کرده‌است می‌توان به باشگاه فوتبال آبردین و باشگاه فوتبال کویینز پارک اشاره کرد.
وی همچنین در تیم‌های ملی فوتبال زیر ۲۳ سال اسکاتلند و اسکاتلند و زیر ۲۱ سال اسکاتلند بازی کرده‌است.